# CODE39

CODE39 コード（コードさんきゅう/さんじゅうきゅう）は、商品識別コード及びバーコード規格のひとつ。
1975年に米インターメック社 (Intermec Technologies Corporation) で開発されたバーコード体系で、数字、アルファベット、記号の合計43個のキャラクタをコード化したもの。製品の品番を表現することが可能となることから主に工業製品に用いられており、日本国内では日本電子機械工業会 (EIAJ) がEIAJラベルとして標準化している。また、米国自動車工業会 (AIAG) ではAIAGラベルとして自動車部品の荷受ラベルとして標準化されている。

## 規格・構成
CODE39は、JIS X 0503 日本工業標準調査会「バーコードシンボル コード39 基本仕様」で規格化されている。

## コード体系
CODE39のバーコードは、バー、スペース合わせて9本（このうち3本が太い）で構成されており、この9本で1つのキャラクタを表す。標準的なCODE39で表現できるキャラクタは数字・アルファベット・一部の記号の合計43個である。一方で、"$"・"+"・"%"・"/"と他のキャラクタを組み合わせることで、いわゆる制御コードを含むフルアスキーに対応することも可能（読み取りには対応したバーコードスキャナが必要）。キャラクタ間は細バー（ナローバー）と同じ幅のスペース1個で区切られる。また、バーコード前後にはスタート/ストップキャラクタとして*（アスタリスク）を配置され、これにより、斜めにスキャンした際に発生する「部分読み取り」を防止している。チェックディジットの付加はシステム毎に任意だが、付加する場合は一般的にモジュラス43という方式が採用されている。
スキャン時には、バーの「白」「黒」「細い」「太い」の四要素しか判定材料を必要としない。その為、バーの微妙な幅加減まで読む必要が無く、極めて単純で読み取りし易い。スタートストップキャラクタの採用により、部分読み取りによる誤読も無い為、汎用性・信頼性共に高く、様々な場面で採用されている。
反面、単純機構である故に、印刷時の占有幅が広くなりがちで、大きな桁数を表示するのには不向き。スタートストップキャラクタで必ず2キャラクタを必要とするのも、このデメリットの一因となっている。

## 利用例
- 日本電子機械工業会 (EIAJ) のEIAJラベル
- 米国自動車工業会 (AIAG) のAIAGラベル
- ムシキングカードのバーコード
- オシャレ魔女♥ラブandベリーカードのバーコード